# Nœud d'échafaud
Le nœud d'échafaud ou demi-noeud de pêcheur double est un nœud coulant solide et sûr. 

## Historique
Il s'agit d'un nœud ancien, déjà mentionné dans l'Encyclopédie de Diderot et d'Alembert en 1762,. il était aussi utilisé pour pendre les gens à l'échafaud il y a longtemps. D'où son nom le nœud d'échafaud.

## Usage
Il s'utilise pour enserrer des cosses de câble, des anneaux de plastique ou de métal formant des œils servant à empêcher les cordages de raguer (s'abimer par le frottement) ; il remplace une épissure à œil. Plus la traction qui s'exerce sur lui est forte, plus le nœud se resserre.

## Réalisation
Pour le réaliser, on crée un nœud de capucin avec une ganse.
Un nœud de franciscain donnera un double nœud d'échafaud, légèrement plus résistant qu'un simple.